# Glados
GLaDOS, Genetic Lifeform and Disk Operating System (svenska: Genetisk Livsform och Diskoperativsystem), är en fiktiv artificiell intelligens i Valve Corporations datorspel Portal som röstskådespelas av Ellen McLain. Hon är till att börja med en datorröst som guidar och hjälper Chell, spelets huvudperson, genom spelets testkammare. Under spelets gång blir hennes ord och handlingar allt konstigare, och hon gör ett antal försök till att mörda Chell. Efter en konfrontation ansikte mot ansikte med Glados, förstör Chell henne och flyr. Glados blev hyllad bland kritiker för hennes bidrag till Portals kvalitet, och har vunnit flera priser för bästa nya karaktär, från bland annat Gamespy, Gamepro och X-Play.
I slutet av Portal framträder Ellen McLain åter igen som Glados med låten Still Alive, av Jonathan Coulton. Låten blev en internet-hit, och berömdes för textens kvalitet. Låten har varit med i flera versioner av Rock Band som gratis nedladdningsbart extramaterial. Den finns också tillgänglig att köpa som en del av The Orange Boxs soundtrack på Itunes.

## Koncept och skapande

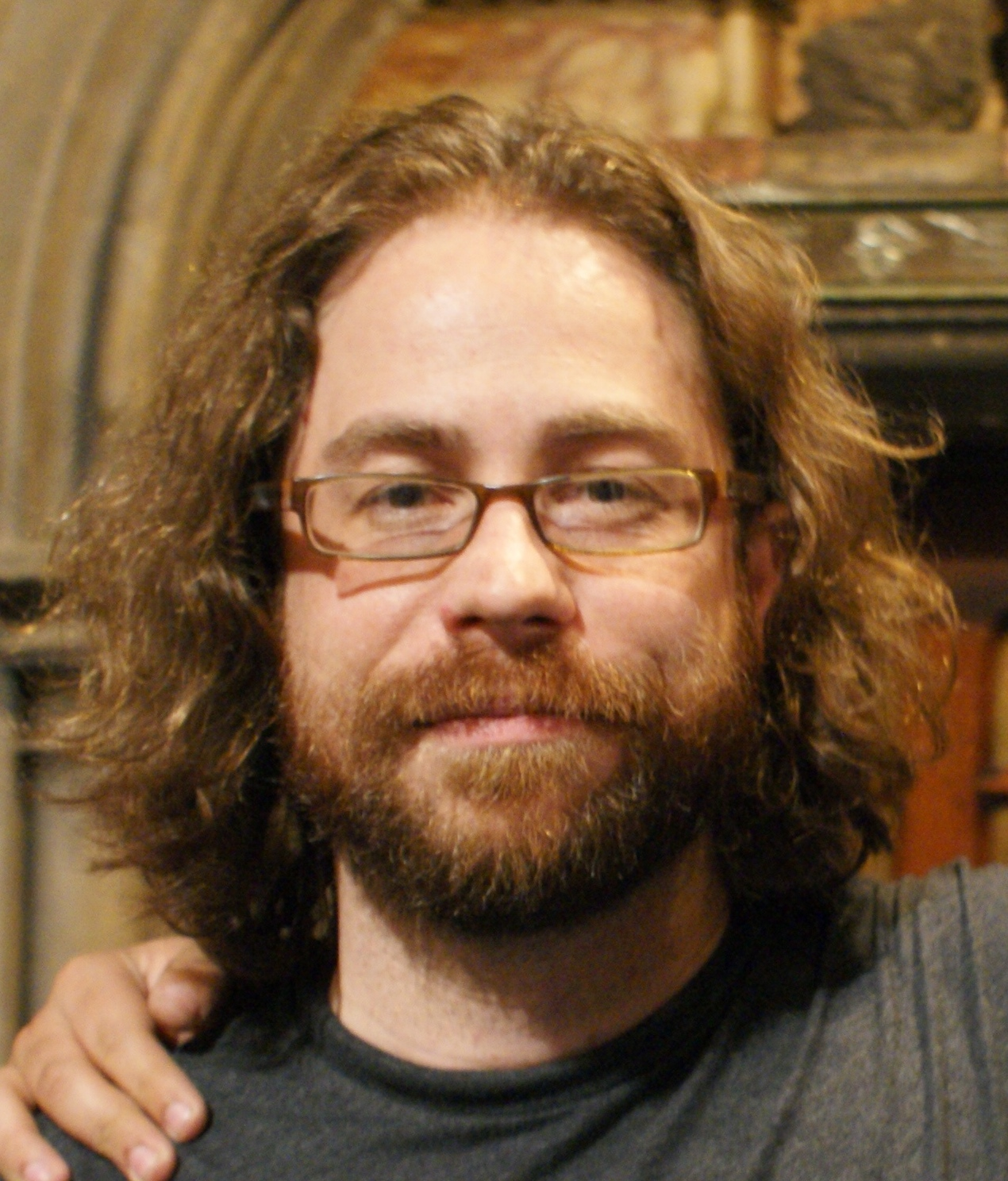
Jonathan Coulton, 2009

När manusförfattaren Erik Wolpaw jobbade med Psychonauts, använde han ett text-till-talprogram för att skapa tillfällig dialog, och lade märke till att "folk skrattade mycket mer åt det än vad replikerna var värda". Han sade till sig själv att "ingen replik i världen är roligare än när det här text-till-talprogrammet läser upp det". Den här kunskapen ledde honom till att ta med det i Portal. Wolpaw tog med provrepliker skapad av ett text-till-talprogram, vilket spelades i The Relaxation Vault (svenska: Avslappningsvalvet), det första området i spelet. Utvecklingslaget fann det humoristiskt, så Wolpaw fortsatte att spela in kungörelser som Glados skulle säga i andra testkammare. Efter en tid upptäckte utvecklarna att rösten motiverade spelare att ta sig genom kamrarna, speciellt när de sammankopplade rösten med spelets "skurk". Wolpaw planerade från början att bara använda rösten i början av spelet, men på grund av humorn utvecklarna fann i den, fortsatte han att använda den i de andra kamrarna. Han planerade också att ha med olika karaktärer att interagera med, men ändrade sig när han märkte hur spelare reagerade till rösten. En annan faktor som ledde till valet av typ av röst och karaktär var svårigheten med att implementera mänskliga karaktärer.
Glados röstskådespelades av Ellen McLain. Hennes röst skapades genom att spela upp en rad med hjälp av ett text-till-talprogram på en dator, och låta McLain upprepa det med sin egen röst, medan hon försökte imitera datorrösten. Hennes röst digitaliserades sedan för att låta som en datoriserad röst. Still Alives låtskrivare, Jonathan Coulton, sade att trots att han förväntade sig att McLains röst skulle digitaliseras, så lät hon som Glados redan innan digitaliseringen. Under den sista striden med Glados, plockas en Morality Core (svenska: Moralitetskärna) av från Glados och förstörs, varpå McLain ändrade sin röst för att stämma överens med Glados nyblivna brist på medkänsla. Wolpaw tillskrev Glados växande som karaktär till deras förkärlek för McLain, och sade att "jag vill inte att Ellen ska säga detta. Hon är supersympatisk. Vi borde skriva för en sådan karaktär istället".
Kim Swift, leveldesignern och teamledaren för Portal sade att utvecklarna ville att spelare skulle klara av att klara spelet på en eftermiddag så att de skulle höra Glados och få höra hennes sång. Glados ursprungliga design var en lömsk boss, men utvecklarna gillade inte det. Striden mellan henne och Chell involverade från början "James Bond-aktiga laserstrålar", men utvecklarna tyckte det var tråkigt. I ett andra försök, föreslogs ännu en action-fylld strid, skämtsamt kallad "Portal Kombat", men utvecklarna gillade inte heller detta. De kände att det distraherade för mycket från Glados och främmandegjorde spelare som gillade pusslen. Det sista försöket innan man kom fram till den slutgiltiga versionen innehöll en jaktscen, där spelaren skulle förfölja Glados, men utvecklarna kände att spelarna inte hade en aning om vad de skulle göra. Till slut valde de att skala ned bossen för att låta spelare nå slutet av spelet, med en förenklad strid, som dock innehöll en tidsgräns.
Chet Faliszek, en av Valves manusförfattare, kallade Glados introduktion en "läskig sak". I en intervju sade Wolpaw att han föredrar skurkar han kan känna empati för i filmer och serietidningar, då det gör det mer tragiskt för tittaren. Han sade också att Glados karaktär skrevs som om hon vore en människa med samma problem som olika typer av teknologi kan ha. Ett antal repliker skrevs åt Glados för att få spelare att bry sig om Weighted Companion Cube, ett objekt som Chell bär med sig, liksom för när spelaren ska bränna upp Companion Cube. Detta lät spelare få en aning om hur man gör för att besegra Glados, och därmed också kunna hämnas Companion Cubes död. Wolpaw insisterade också på att Glados skulle skrivas som en person som är arg och manipulativ mot spelaren, istället för som en självmedveten dator, och att man skulle undvika datortermer i hennes manus.

## Framträdanden

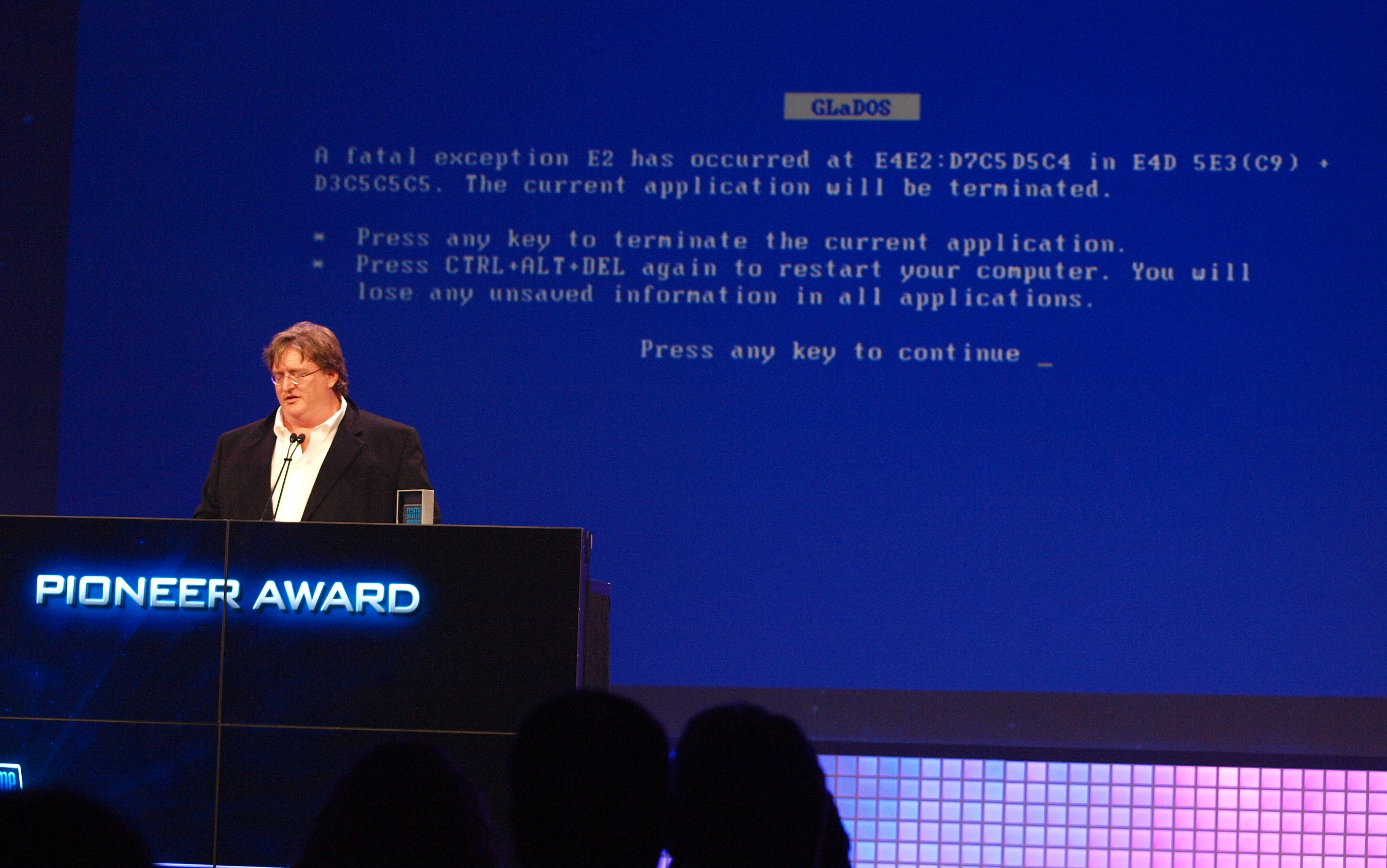
Glados framträder via en BSOD under utannonseringen av Portal 2 vid 2010 års Game Developers Conference.

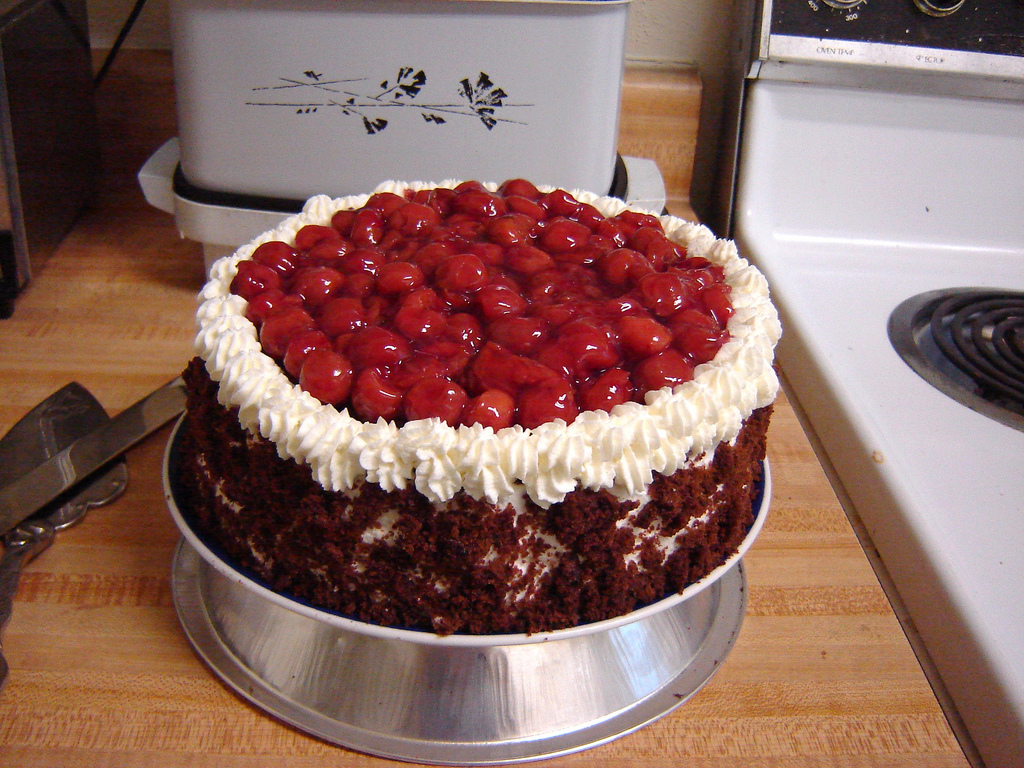
En tårta som liknar den i slutet av det första Portal-spelet.

I Portal är Glados berättare och guide åt spelaren. Hon är Chells enda källa till information om situationen; i början av spelet introducerar Glados spelaren till The Enrichment Center, där spelet utspelar sig, och Portal Guns fysiska egenskaper. Senare i spelet erkänner Glados att hon har ljugit om deras framsteg, som en del av ett förmodat "testprotokoll". Glados blir långsamt mer och mer hotfull, och Chells tillit till henne sätts på prov när AI:et visar spelaren till en testkammare befolkad av Aperture Science Turrets, en typ av automatiska stridsrobotar. Testkammaren är enligt Glados gjord för träning av militära androider. Hon hävdar att den vanliga testkammaren är otillgänglig på grund av "schemalagt underhåll". Glados använder löfte om tårta och sorgterapi för att uppmuntra spelaren att fortsätta, men i den sista testkammaren, medan Chell förbereder sig på den förmodade tårtan, försöker Glados i stället döda henne genom att sänka ned plattformen hon står på i en eldgrop. Spelaren lyckas fly från testkamrarna, "bakom kulisserna", varpå Glados försöker att övertyga Chell att eldgropen faktiskt var det sista testet, och att hon bara låtsades försöka mörda henne. Chell tar sig sedan fram genom Aperture Sciences folktomma korridorer och maskinrum, och kämpar mot naturliga faror, och Turrets, som vaktar avstängda områden, tills hon når Glados huvuddatorcentral, där hon är inkopplad, och spelets sista strid äger rum. Striden består av förstörandet av Glados Personality Cores (svenska: Personlighetskärnor) genom att bränna upp dem i samma typ av maskin som Companion Cube förstördes i, en så kallad Aperture Science Emergency Intelligence Incinerator. När den sista personlighetskärnan har bränts upp, inträffar ett funktionsfel; en gigantisk portal skapas ovanför Glados, och suger upp henne och Chell till ytan, utanför byggnaden, medan den till synes förstör Glados hårdvara. Men i den cutscene som spelas därefter visas ett lagerrum, fullt med Personality Cores, som börjar tändas, och som omger tårtan Glados utlovade. Detta antydde att Glados fortfarande levde med hjälp av personlighetskärnorna, vilket förstärktes av låten Still Alive (svenska: Lever fortfarande) som hon sjunger därefter. Detta bekräftades vid utannonseringen av Portal 2, där Glados kommer att återvända.

### Ursprung

Aperture Science, det fiktiva företag som inom fiktionen skapade Glados logotyp.

Glados ursprung avslöjas gradvis under Portals senare delar. En övergiven bildspelspresentation i ett mötesrum i spelet visar att Glados utvecklades av Aperture Science som en metod för att ta bort is från bränsleledningar, som ett direkt svar till ett liknande projekt som deras främsta konkurrent, Black Mesa, utvecklade. Glados beskrivs som inte bara en bränslelednings-avisare, utan har även ett fullt funktionellt diskoperativsystem, och är "högst levande". Men Glados är mycket mer än en bränsleledningsav-isare; AI:et är installerat som The Enrichment Centers centrala kontrolldator. Glados kärna är monterad i en stor, förseglad kammare tillsammans med kontrollpaneler och en Incinerator. Kärnan hänger från taket, omringat av bildskärmar som visar bilder, en del relevanta och en del till synes slumpmässigt utvalda, däribland många bilder av tårtor. Kärnan gungar hela tiden, vilket i striden mellan Chell och Glados får en av hennes personlighetskärnor att ramla av. Det finns inga synliga högtalare eller enheter som kan skapa Glados röst; trots detta kan den höras över hela byggnaden. Under striden med Chell avslöjar Glados att hon är orsaken till att byggnaden är övergiven och förfallen; Glados dränkte The Enrichment Center med ett dödligt nervgift, vilket förmodas ha dödat ett antal vetenskapsmän, varefter Morality Core installerades, för att få henne att sluta försöka mörda de anställda.

## Mottagande
Pittsburgh Tribunes redaktör Jessica Severs kallade Glados "den klart mest underhållande av alla TV-spelskaraktärer från 2007". Mobile Magazines redaktör Michael Kwan beskrev henne som en av de läskigaste TV-spelskaraktärer som någonsin gjorts. Tech Radars redaktör Patrick Goss kallade henne 2007:s mest minnesvärda TV-spelskaraktär. 1UP.coms redaktör Scott Sharkey rankade Glados som den mest sinnessjuka datorn någonsin i TV-spel, och kommenterade att hon övertrumfade alla andra liknande karaktärer, även i böcker och filmer, på grund av att hon var den som var närmast att ha en mänsklig personlighet av dem alla. Craves redaktör Rich Trenholm kallade henne den fjärde ondaste fiktiva datorn. Computer and Video Games redaktör Tom Francis sade att han mest av allt ville se Glados återvända i en uppföljare till Portal. GamesRadar hade med Glados på sin lista över TV-spelsskurkar som spelaren inte vill döda, med motiveringen att spelare kände skuld när hon dödades, särskilt då spelaren dödar henne del för del.
Gamasutras redaktörer Leigh Alexander, Brandon Boyer, Simon Carless, och Christian Nutt placerade Glados på andra plats på deras topplista för mest påverkande TV-spelskaraktärer, och tillskrev henne myntandet av fraser såsom "I'm doing science" (Ungefär "Jag vetenskapar"). De lovordade också henne för att ha gjort Portal till vad det är. IGN:s redaktör Hilary Goldstein kallade Glados för "den bästa av de värsta guiderösterna, och motiverade vinnandet av priset med Glados kvickhet. IGN-redaktören Daemon Hatfield kallade henne en av de mest engagerande karaktärerna i TV-spelens historia. Glados vann pris för bästa TV-spelskaraktär 2007 i GameSpys "Game of the year"-priser, där hon kallades en av de mest minnesvärda TV-spelskaraktärerna någonsin. Hon belönades också med pris för mest minnesvärda skurk 2007 av GamePro, som refererade till henne som "Rösten", och bästa nya karaktär av X-Play.
Glados har jämförts med flera andra fiktiva AI:er i både TV-spel och andra medier, såsom HAL 9000 från 2001 – Ett rymdäventyr, som är känd för sin replik "I'm sorry Dave, I'm afraid I can't do that." MSNBC:s redaktör Winda Benedetti kallade The Sign Painter, en ansiktslös karaktär från World of Goo, som skriver meddelanden på skyltar till spelaren, för "den nye Glados". Som svar på 1UP.coms artikel med de fem mest sinnessjuka datorerna hävdade Softpedias redaktör Andrei Dumitrescu att SHODAN, som kom på fjärde plats på 1UP.coms lista, borde ha kommit på förstaplats. Han beskrev Glados som en "lättvikt", och påstod att SHODAN gör allt som Glados gör för att visa sin sinnessjukhet, och ännu mer, och tillade att SHODANS sinnessjukhet hade en mycket mer långtgående effekt. Games Radars redaktör Mikel Reparaz gjorde en liknande jämförelse, och sade att SHODAN var en föregångare till Glados.
Namnet "Glados" var ett populärt val i en inofficiell omröstning ledd av Wired.com angående vad Large Hadron Collider skulle få för namn, men det namn som vann var "Black Mesa", också detta från Half-Life-serien. Omröstningen gjordes som svar på att den namngivits "Halo" av vetenskapsmän.
Glados finns också med på en t-shirt, liksom Weighted Companion Cube och en tårta, som båda också är från Portal.